# Saint-Sulpice-de-Mareuil
Saint-Sulpice-de-Mareuil foi uma comuna francesa na região administrativa da Nova Aquitânia, no departamento Dordonha. Estendia-se por uma área de 10,92 km². Em 2010 a comuna tinha 126 habitantes (densidade: 11,5 hab./km²).
Em 1 de janeiro de 2017, passou a formar parte da nova comuna de Mareuil en Périgord.